# NGC 6409
NGC 6409 é uma galáxia elíptica (E) localizada na direcção da constelação de Draco. Possui uma declinação de +50° 45' 59" e uma ascensão recta de 17 horas, 36 minutos e 35,3 segundos.
A galáxia NGC 6409 foi descoberta em 18 de Junho de 1885 por Lewis A. Swift.